# 사루시마

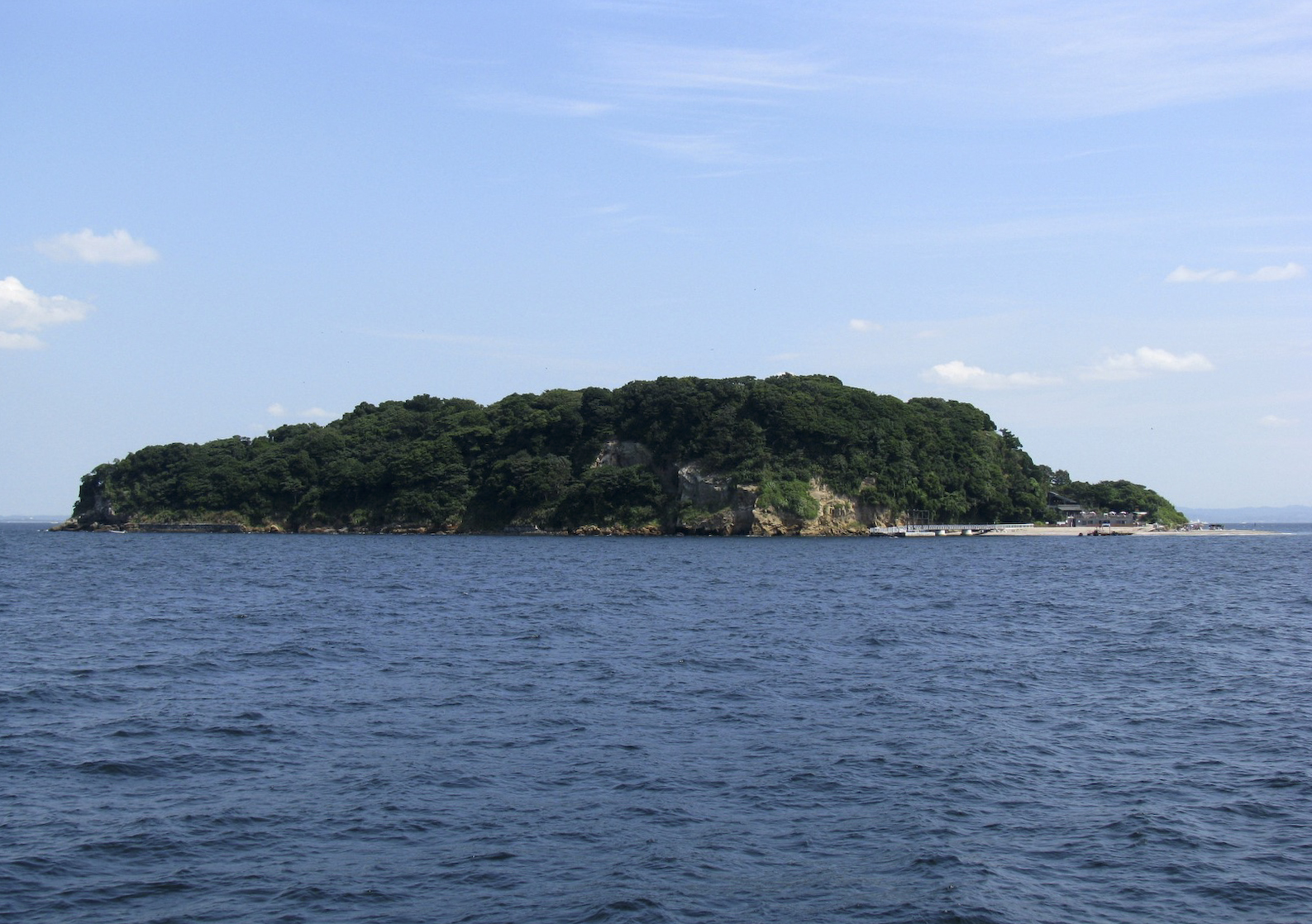
사루시마

사루시마(猿島)는 일본 가나가와현 요코스카시에 있는 무인도다. 요코스카시가 사루시마 공원(猿島公園)으로서 운영하여 관광지로 이용되고 있다.